# Страда Провинчале Лоди-Кремона (Лоди)
Страда Провинчале Лоди-Кремона је насеље у Италији у округу Лоди, региону Ломбардија.
Према процени из 2011. у насељу је живело 10 становника. Насеље се налази на надморској висини од 72 м.